# Десятина
Десяти́на (др.-евр. מַעְשַׂר‬; др.-греч. δεκάτη; лат. decima) — десятая часть чего-либо. Это слово наиболее употребимо применительно к практике собирания десятой части дохода прихожанина в пользу религиозной общины в иудаизме, христианстве, в других религиозных и общинных традициях человеческого общества. Десятина уходит корнями во времена Авраама и позднее оформлена религиозным каноном в Торе (Втор. 12:17, 18; 14:22, 23).

## Десятина в иудаизме
Согласно Танаху, десятина была известна евреям ещё задолго до времён Моисея и восходит к Аврааму, который дал первосвященнику Мелхиседеку десятую часть всей добычи, полученной им от четырёх побеждённых царей (Быт. 14:17—20). Десятина состояла из десятой части произведений земли, стад и т. п. и шла в пользу левитов, не имевших собственной земли, и служила для них средством существования. Десятую часть от десятины левиты, в свою очередь, отчисляли на содержание первосвященника (Чис. 18:21—32). Десятину натурой дозволялось заменять и деньгами для удобства в пути и на месте купить замену десятины, чтобы натурой нести в храм (Втор. 14:24—26).
-Ма‘асер ришон, то есть первая десятина, принадлежат, согласно Чис. 18:21-24, левитам, которые в свою очередь должны отделить от полученного десятую часть, называемую трумат ма‘асер, в пользу кохенов (потомки Аарона).
-Ма‘асер шени — вторая десятина (Втор. 14:22) — отчислялась от урожая, оставшегося после отделения первой десятины. В дни паломнических праздников её следовало привезти в Иерусалим для употребления самим владельцем, его семейством и его гостями, а также нищими и неимущими паломниками
-Ма‘асер шлиши (третья десятина) называется так, по-видимому, потому, что она взималась в третий год семилетнего цикла. Другое её название ма‘асар ани («десятина для бедного»), так как она предназначалась для неимущих (сирот, вдов, левитов и прозелитов; Втор. 14:27-29) и была важным требованием социального законодательства о дарах беднякам
-Ма‘асар бехема — десятина, отделявшаяся от приплода скота. Об обязанности отделения этой десятины, а также о способе её отделения говорится в книге (Лев. 27:30-33) и у пророка (Иез. 34:12-20, 37). Согласно Мишне (Бр. 9), закон, обязывающий скотовода отделять ма‘асар бехема, имел силу как в Эрец-Исраэль, так и в диаспоре, при существовании Храма и при отсутствии его. После разрушения Второго храма эта практика была прекращена.
-Ма‘асар ксафим — денежная десятина. В Талмуде (ТИ., Пеа 1:1; ТБ., Кт. 50а) рассказывается о том, как Санхедрин (см. Синедрион) в городе Уша постановил жертвовать 1/5 дохода на благотворительные нужды. Эта история послужила в более поздних поколениях основанием для создания халахи, согласно которой состоятельный человек должен отделять десятину от своих доходов на благотворительные нужды (Ш. Ар. ИД. 249:1). (источник еврейская энциклопедия)

## Десятина в христианстве

### В ранней церкви
Десятина в христианстве приобрела символическое значение. К ветхозаветным десяти заповедям добавились новозаветные притчи о десяти девах, о десяти талантах и повествование о десяти исцелённых Христом прокаженных, из которых только один воздал славу Богу, и тот был самарянином (Лук. 17:12-19). 
Как заметил автор «Апостольской дидаскалии», отдавать десятину подсказывают даже первые буквы имени «Иисус Христос» (др.-евр. ישוע המשׁיח‬ и греч. Ἰησοῦς Χριστός), которые имеют численное значение «10» — «י» Йуд (буква еврейского алфавита) и «Ἰ» — Йота (буква греческого алфавита). На латыни число «10» обозначается буквой «X». Позже и в церковнославянском языке число «10» стало обозначаться такой же буквой «і҃».

### Десятина в Западной Европе
На западе Европы десятина первоначально была простым добровольным приношением в церковь десятой части доходов; но мало-помалу церковь сделала десятину обязательной: Турский собор 567 года приглашал верных вносить десятину, Маконский собор 585 года уже предписывал платить десятину под угрозой отлучения.
Карл Великий в 779 году превратил её в налог, обязательный для всех в силу государственного закона под страхом уголовных кар (у саксов — смертной казни). Вместе с этим Карл Великий предписал делить десятину на три части:
1. на построение и украшение церквей;
2. на бедных, странников и богомольцев;
3. на содержание духовенства.

Духовенство всё более и более увеличивало тяжесть этого налога, падавшего первоначально лишь на доход с земледелия: десятину стали требовать со всех прибыльных занятий, хотя бы даже и безнравственных (особенно с XII века, при папе Александре III). Вместе с тем церковь всё более и более уклонялась от того, чтобы давать десятине надлежащее назначение. Нуждаясь в защите и ища её в феодальном сословии, епископы и аббаты нередко отдавали десятину в лен (инфеодировали, откуда фр. dîme inféodée) соседним сеньорам, что составляет одну из любопытных сторон феодализма в церкви. С усилением власти королей духовенству пришлось делиться десятиной и с последними. Наконец и папы стали также требовать часть десятины в свою пользу. Благодаря тому что десятина представляла собой весьма крупный доход церкви, ложившийся тяжёлым бременем на светское общество, и что на часть этого дохода клира заявляли притязание папство, королевская власть и феодальные сеньоры, десятина служила нередко предметом очень резких столкновений между отдельными элементами средневекового общества (такова, например, вековая борьба из-за десятины в Польше между шляхтой и духовенством, о чём, между прочим, см. в книге Любовича «История реформации в Польше»).
В эпоху Реформации католическая церковь лишилась в большей части протестантских стран всех своих мирских владений и доходов, сделавшихся достоянием светской власти и дворянства (см. Секуляризация), что нанесло удар церковной десятине. В Англии десятина, однако, сохранилась, и попытка её отменить, сделанная в эпоху первой революции XVII века, не увенчалась успехом, ибо в английской церкви десятина шла на содержание духовенства, и, отменяя её, приходилось найти вместо неё другой источник дохода. 
В католических государствах десятина продолжала существовать по-прежнему, и, например, во Франции нередко перед революцией духовенство получало около 125 млн ливров десятины, которая большей частью оставалась в руках высшего духовенства. С 1789 года началась эпоха отмены десятины, пример чему был подан Францией, где революция безвозмездно уничтожила десятину, приняв на счёт государства содержание духовенства, вследствие чего ценность всей поземельной собственности во Франции, освободившейся от этого церковного налога, поднялась на одну десятую. 
В Швейцарии и некоторых государствах Германии десятина, как и во Франции, была отменена без всякого вознаграждения тех учреждений, в пользу которых она взималась, но большинство германских государств (Нассау, Бавария, оба Гессена, Баден, Вюртемберг, Ганновер, Саксония, Австрия, Пруссия и др.) прибегло к системе выкупа.
В XIX веке десятина удержалась в Англии, где в 1836 году по :en:Tithe Commutation Act в распределении и способах взимания этого налога были внесены существенные изменения. В сельских десятинах (англ. prediales) уплата натурой была заменена определённой суммой, называвшейся tithe rent-charge. Количество хлеба, ячменя и овса было установлено раз и навсегда (нормой принято среднее 7 лет), и стоимость его, ежегодно официально определяемая по рыночным ценам, выплачивается деньгами. Кроме того, отменена десятина с рыбного промысла, с горного промысла и др.

### Десятина в Киевской Руси
Десятина как источник церковных доходов существовала и на Руси. Она была учреждена Владимиром Святым и обеспечила независимость домонгольской русской церкви от константинопольского Патриархата. 
Первоначально десятина вводилась в отдельных княжествах, где представляла собою налог только с княжеских доходов (а не со всего населения, как на Западе, и поэтому была многократно меньше).
И по том летом минувшим, создах церковь святую Богородицю и дах десятину к ней во всеи земли Рускои княжения от всего суда 10-тыи грош, ис торгу 10-тую неделю, из домов на всякое лето 10-е всякаго стада и всякаго живота чюднои матери Божии и чудному Спасу.Устав князя Владимира Святославича о десятинах, судах и людях церковных Не ранее 995 г.
Выделение десятой части княжеского дохода на содержание церкви помогало княжеской власти утверждать в обществе новую религию. Но по мере её укрепления десятина  начала извлекаться уже не только не из состава княжеской «казны», а из общегосударственных поступлений. Однако уплата десятины от княжеских доходов сохранялась до XIV века.
Позднее десятинами стали называть церковно-административные округа, на которые делилась епархия (ныне они называются благочиниями).
Чиновники, назначавшиеся архиереями для начальствования в таких округах, назывались десятильниками. В их обязанности входил, в том числе, сбор средств с приходов и монастырей в пользу архиерейского дома. Кроме десятильника, после Стоглавого собора появились десятские священники, исполнявшие часть обязанностей десятильника; в Москве их выбирали ещё в XVIII веке. Они назывались также протопопами и заказчиками, а позднее общеупотребительным названием для них стало «благочинный».

## Десятина в Османской империи
После турецкого завоевания Болгарского царства, на территории Болгарии турецкими властями была введена феодальная рента в пользу турецких феодалов («ушр»), которая представляла собой отчисление крестьянским хозяйством в пользу феодала 10 % произведённого продукта в натуральном выражении. После победы в национально-освободительной войне 1877—1878 гг. повинность была отменена.

## Современная десятина
Сейчас многие поселенические общины, общественные организации, национально-культурных автономий, поддерживающие традиционные уклады жизни народов, используют десятину в пользу общины в качестве способа сбора пожертвований и отчислений с её участников и от поддерживающих организаций.